# Émile Destombes
Émile Jean Marie Henri Joseph Destombes MEP (oncq, Département Nord, França, 15 de agosto de 1935 - Phnom Penh, Camboja, 28 de janeiro de 2016) foi Vigário Apostólico de Phnom Penh.
Émile Destombes ingressou na Missão de Paris e foi ordenado sacerdote em 21 de dezembro de 1961. Em 1965 ele foi para o Camboja e aprendeu a língua Khmer. Ele ensinou filosofia no Seminário Menor em Phnom Penh e dirigiu uma residência estudantil na capital cambojana de 1967 a 1975. De 1970 a 1975, durante os distúrbios cambojanos, esteve envolvido na iniciativa das vítimas da guerra, fundada por Yves Ramousse. Quando Phnom Penh foi tomada pelo Khmer Vermelho, ele era um dos últimos estrangeiros no país e fugiu para a Embaixada da França em 17 de abril de 1975; em 30 de abril de 1975 foi expulso do Camboja. Em Paris lecionou na Escola Missionária de Paris e trabalhou no departamento de intercâmbios missionários franco-asiáticos. Com a exclusão do Camboja pelo Khmer Vermelho, passou a atuar no Brasil em 1979 e assumiu o pastorado em Palmeirópolis, no estado de Goiás. Em 1989 mudou-se para Bangkok (Tailândia) e trabalhou em campos de refugiados cambojanos na Tailândia. A partir de 1990 ele pôde trabalhar oficialmente em Phnom Penh novamente, pela primeira vez desde o regime de Pol Pot; Em 1993, a liberdade de religião foi incluída na constituição.
Em 14 de abril de 1997, o Papa João Paulo II o nomeou Bispo Titular de Altava e Vigário Apostólico Coadjutor de Phnom-Penh. Foi ordenado bispo pelo Vigário Apostólico de Phnom-Penh, Yves Ramousse MEP, em 5 de outubro do mesmo ano; Os co-consagradores foram Luigi Bressan, Núncio Apostólico em Cingapura, Tailândia e Camboja, e Joseph Banchong Aribarg, Bispo de Nakhon Sawan. Após a renúncia de Yves Ramousses, sucedeu-o em 14 de abril de 2001 como Vigário Apostólico de Phnom-Penh. Em 1º de outubro de 2010, o Papa Bento XVI aceitou seu pedido de demissão por motivos de idade.
Ele foi enterrado em São José em Phsar Toch, um distrito de Phnom Penh, por seu sucessor Olivier Schmitthaeusler.